# Santinezia
Santinezia is een geslacht van hooiwagens uit de familie Cranaidae.
De wetenschappelijke naam Santinezia is voor het eerst geldig gepubliceerd door Roewer in 1923. 

## Soorten
Santinezia omvat de volgende 17 soorten:
- Santinezia angelica
- Santinezia arthrocentrica
- Santinezia calcarfemoralis
- Santinezia calcartibialis
- Santinezia circumlineata
- Santinezia curvipes
- Santinezia duranti
- Santinezia festae
- Santinezia gigantea
- Santinezia heliae
- Santinezia magna
- Santinezia manauara
- Santinezia ortizi
- Santinezia serratotibialis
- Santinezia simonbolivari
- Santinezia singularis
- Santinezia spinulata